# Comuna Staro Petrovo Selo, Slavonski Brod-Posavina
Staro Petrovo Selo este o comună în cantonul Slavonski Brod-Posavina, Croația, având o populație de 5.186 de locuitori (2011).

## Demografie
Componența etnică a comunei Staro Petrovo Selo
     Croați (98,34%)
     Necunoscut (0,31%)
     Neclasificat (1,12%)
Componența confesională a comunei Staro Petrovo Selo
     Catolici (97,11%)
     Ortodocși (1,5%)
     Necunoscută (0,6%)
     Alte religii (0,79%)
Conform recensământului din 2011, comuna Staro Petrovo Selo avea 5.186 de locuitori. Din punct de vedere etnic, majoritatea locuitorilor (98,34%) erau croați. Apartenența etnică nu este cunoscută în cazul a 0,31% din locuitori. Din punct de vedere confesional, majoritatea locuitorilor (97,11%) erau catolici, cu o minoritate de ortodocși (1,5%). Pentru 0,6% din locuitori nu este cunoscută apartenența confesională.